# Genesis XIX
Genesis XIX – szesnasty album studyjny niemieckiego thrashmetalowego zespołu Sodom, wydany w 2020.
Materiał na płytę nagrano w Staudio-Studios w Essen oraz w Woodhouse Studios w Hagen. W tym drugim studio został on zmiksowany, zaś masteringu (końcowy etap procesu realizacji produkcji muzycznej) dokonano w Temple of Disharmony w Bambergu. Produkcją zajął się sam zespół. 
Okładkę płyty, podobnie jak wcześniejszej Decision Day, zaprojektował Joe Petagno. Przedstawia ona znanego z innych okładek Sodom uzbrojonego, zamaskowanego żołnierza w czarnych goglach na tle ruin zniszczonego miasta i rozpaczających ludzi.
Na płycie zagrał gitarzysta Frank Blackfire, który powrócił do zespołu po 30 latach (ostatni wspólnie nagrany krążek to Agent Orange). Nowymi muzykami są gitarzysta Yorck Segatz i perkusista Toni Merkel. Jest to pierwsza płyta długogrająca w karierze Sodom nagrana w składzie cztero-, a nie trzyosobowym.
Utwór Sodom & Gomorrah jest poświęcony pamięci Quorthona z zespołu Bathory oraz Chrisa Witchhuntera, byłego perkusisty Sodom. Do tej kompozycji, a także do Indoctrination, powstały video z wyświetlanymi tekstami. Oficjalne video nakręcono do utworu Friendly Fire.

## Lista utworów
1. Blind Superstition – 1:02
2. Sodom & Gomorrah – 4:06
3. Euthanasia – 3:54
4. Genesis XIX – 7:09
5. Nicht mehr mein Land – 4:29
6. Glock 'n' Roll – 5:02
7. The Harpooneer – 7:10
8. Dehumanized – 3:53
9. Occult Perpetrator – 4:53
10. Waldo & Pigpen – 6:25
11. Indoctrination – 3:10
12. Friendly Fire – 3:36

## Skład zespołu
- Tom Angelripper – gitara basowa, wokal
- Frank Blackfire – gitara
- Yorck Segatz – gitara
- Toni Merkel – perkusja